# Robert S. Dietz

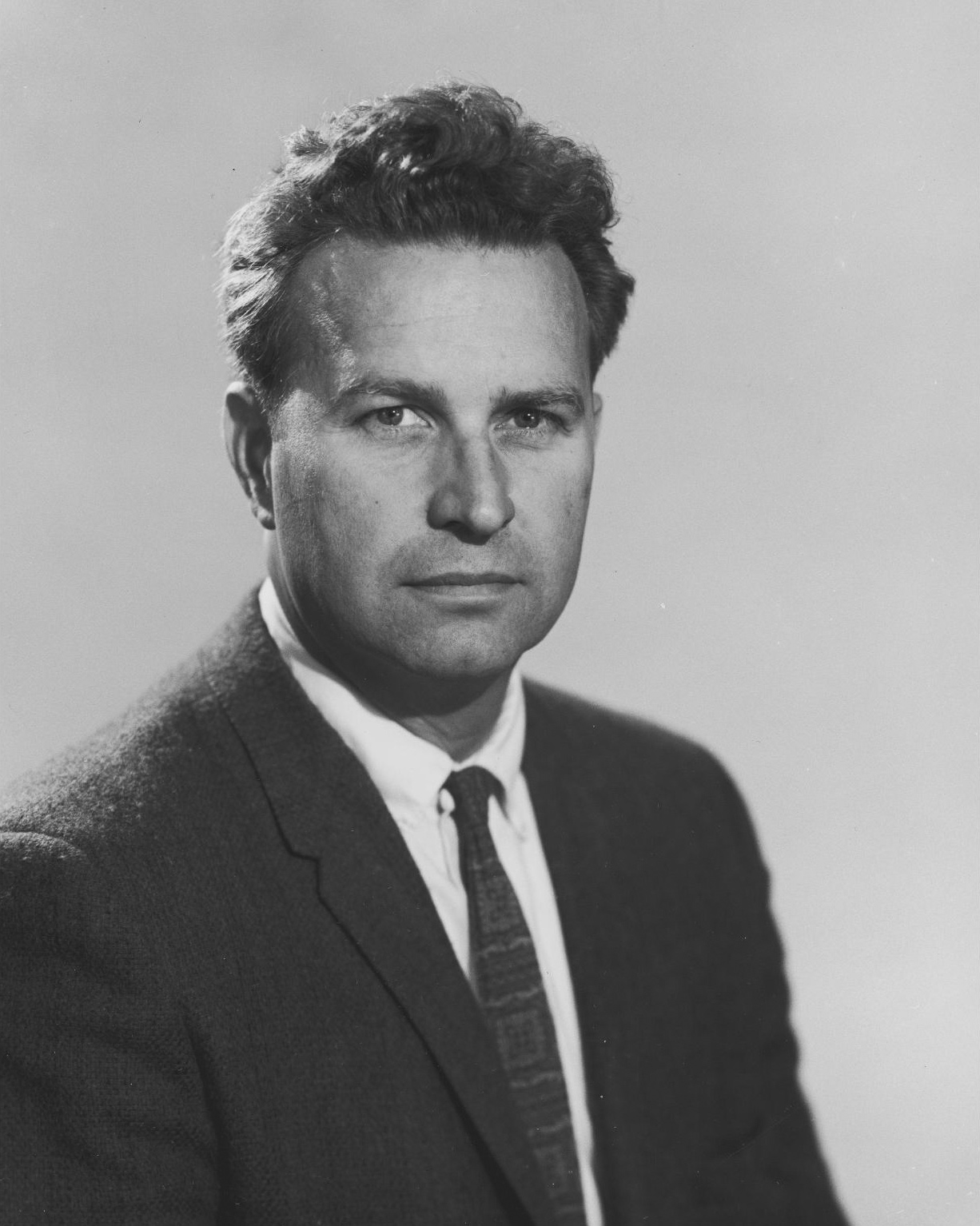
Robert S. Dietz (1961)

Robert Sinclair Dietz (* 14. September 1914 in Westfield (New Jersey); † 19. Mai 1995 in Tempe (Arizona)) war ein US-amerikanischer Geophysiker und Ozeanograph, der bedeutende Beiträge zur Theorie der Plattentektonik leistete.

## Leben
Dietz studierte ab 1933 Geologie und Chemie an der University of Illinois at Urbana-Champaign, an der er 1941 in Geologie promoviert wurde, wobei die Dissertation überwiegend am Scripps Institute in San Diego angefertigt wurde. Im Zweiten Weltkrieg war er Pilot im US Army Air Corps und hatte viele Einsätze in Südamerika. Nach dem Krieg war er am US Navy Electronics Laboratory in San Diego und dort an vielen marinen Expeditionen beteiligt, darunter der letzten Reise von Admiral Richard E. Byrd. Er leitete dort die Sea Floor Studies Section. Seine Gruppe besorgte sich Anfang der 1950er Jahre als einige der Ersten in den USA die gerade erfundenen Atemregler von Émile Gagnan und Jacques Cousteau. Damit gründeten sie eine Firma, die für die Ölindustrie tauchte. Dietz war Fulbright Scholar an der Universität Tokio und 1954 bis 1958 beim Office of Naval Research in London. Ab 1963 war er beim US Coast and Geodetic Survey in Washington D. C. (später zum NOAA gehörig und in Miami). Nachdem er dort in den Ruhestand gegangen war, war er 1974/75 Gastprofessor an der University of Illinois at Urbana-Champaign, 1975/76 an der Washington State University in Pullman und 1976/77 an der Washington University in Saint Louis. Er war danach Professor für Geologie an der Arizona State University, an der er 1985 emeritiert wurde. 
Dietz, Harry Hammond Hess und H. William Menard leisteten Pionierarbeit bei der Erforschung der Ozeanbodenspreizung an mittelozeanischen Rücken um 1960 und 1961. Während er bei der Scripps Institution of Oceanography beschäftigt war, beobachtete er die Natur der Hawaii-Emperor-Kette, welche aus der Hawaii-Midwayinseln-Kette herausragte und spekulierte 1953, dass etwas diese alten vulkanischen Gebirge nordwärts wie ein Förderband tragen müsse. 
Er befasste sich mit der Geomorphologie von Kontinentalschelfen und deren unterseeische Canyons und kartierte den Mündungstrichter des submarinen Canyons von Monterey.
Später interessierte er sich für Meteoriteneinschläge und war der Erste, der das Sudbury-Becken als Folge eine Einschlags erkannte. Darüber hinaus entdeckte noch weitere Einschlagkrater und sprach sich für Einschlagstrukturen im Nördlinger Ries und Steinheimer Becken aus.
Während des Prager Aufstands war er in Prag und fotografierte Kämpfe der Aufständischen mit Russen, die teilweise im Life Magazin erschienen. Er schrieb zusammen mit Jacques Piccard das Buch Seven Miles Downː The Story Of the Bathyscaph Trieste über dessen Rekord-Tauchfahrt im Marianengraben. In der Zeit des Kalten Krieges besuchte er ozeanographische Laboratorien in der Sowjetunion.
1988 erhielt er die Penrose-Medaille der Geological Society of America und er erhielt die Walter H. Bucher Medal. Er erhielt den Humboldt-Forschungspreis und die Goldmedaille des US Department of Commerce. Nach ihm ist das Dietz Bluff benannt, ein Felsenkliff in der Antarktis.

## Schriften
- Earth, Sea, and Sky: Life and Times of a Journeyman Geologist. In: Annual Review of Earth and Planetary Science 22 (1994), S. 1–32.
- In Defense of Drift. In: The Sciences, Bd. 23, Nov.–Dec. 1983, S. 26.
- Jacques Piccard, Robert S. Dietz: Seven Miles Downː The Story Of the Bathyscaph Trieste. G. P. Putnam´s sons, New York, 1961, OCLC 922278755.
- Sudbury Structure as an Astrobleme. University of Chicago, 1964.
- Mit John C. Holden (Illustrator): Creation/Evolution Satiricon: Creationism Bashed. Bookmaker, Winthrop, WA 1987.
- Continent and Ocean Basin Evolution by Spreading of the Sea Floor. In: Nature, Bd. 190, 1961, S. 854–857.